# Caquetaia myersi
Espèce
Statut de conservation UICN

 LC  : Préoccupation mineure
Caquetaia myersi est une espèce de poissons de la famille des Cichlidae vivant en Amérique du Sud.

## Répartition
Cette espèce est présente dans le Río Napo et dans l'Amazone en Équateur et en Colombie.